# Reichskommissariat Ostland
Vous lisez un « bon article » labellisé en 2014.
Pour les articles homonymes, voir Ostland.
1941–1944
Entités précédentes :
- RSS de Biélorussie
- RSS d'Estonie
- RSS de Lettonie
- RSS de Lituanie

Entités suivantes :
- RSS de Biélorussie
- RSS d'Estonie
- RSS de Lettonie
- RSS de Lituanie

Le Reichskommissariat Ostland (abrégé RKO) est une entité administrative mise en place par le Troisième Reich sur des territoires conquis en 1941 lors de l'opération Barbarossa. Il comprend les territoires des pays baltes (Estonie, Lettonie et Lituanie) et une partie de la Biélorussie. Décidé lors de la conférence du 16 juillet 1941, il fait suite à l'euphorie des premiers succès contre l'Armée rouge, à laquelle participaient notamment Adolf Hitler et Alfred Rosenberg, le Reichskommissariat se transforme rapidement en champs clos de massacres de masse de Juifs de toute l'Europe et de Slaves en vue de réaliser le plan général pour l'Est, schéma directeur de la mise en exploitation de ces territoires. Cette politique entraîne la création de mouvements de résistance puissamment organisés, dont l'action se révèle décisive lors de la reconquête de ces territoires par les Soviétiques au début de l'été 1944 (opération Bagration).

## Antécédents et préparation

### Première Guerre mondiale
Au cours du premier conflit mondial, de nombreux responsables politiques, économiques et militaires du Reich envisagent une expansion territoriale, économique et politique vers l'est.
Le chancelier Bethmann Hollweg estime que la Russie doit être repoussée à l'Est, tout en s'opposant, en 1914, à l'incorporation de la Lettonie et de l'Estonie au Second Reich. Il est rapidement débordé par les pangermanistes groupés autour de Heinrich Class qui, dans un mémoire sur les buts de guerre, expose sa vision des territoires baltes : pour lui, la Lituanie et les provinces baltes de l'Empire russe sont des terres de colonisation germanique. Un certain nombre de hauts fonctionnaires et de ministres prussiens, appuyés par Hindenburg et Ludendorff, les industriels, ainsi que les souverains des États fédérés au sein du Reich soutiennent cette politique d'intégration au Reich et de germanisation. L'administration militaire des territoires occupés à l'est, l'Oberbefehlshaber der gesamten Deutschen Streitkräfte im Osten ou Ober Ost, mise en place dès 1915, prépare ce dessein en mettant tout d'abord l'exploitation de leurs ressources au service de l'effort de guerre allemand.
La guerre se prolongeant, certains responsables du Reich, notamment au ministère des Affaires étrangères, évoluent dans leurs conceptions : ainsi, Gottlieb von Jagow, ministre des Affaires Étrangères, préconise tout d'abord[Quand ?] la création d'un duché de Courlande, fortement lié au Reich, puis à l'automne 1915, l'annexion pure et simple de la Lituanie, de la région de Grodno, de la Courlande et d'une partie de la Livonie. Il envoie une mission d'études dans les régions baltes, dirigée par un universitaire berlinois[Qui ?], qui se conclut par un projet d'annexion des provinces baltes de l'Empire russe. Ce projet comporte également la germanisation au moyen de la colonisation et de l'assimilation des populations autochtones de ces régions. Cette vision est relayée par les milieux germano-baltes, victimes de la politique de russification mise en place à partir des années 1880 ou expulsés vers le Reich.
Les projets d'annexion de la Lituanie et de la Courlande se précisent et sont présentés aux alliés du Reich dans le courant de l'année 1916, puis au cours de l'année 1917 : en avril, l'Allemagne rappelle sa volonté d'annexer la Lituanie, la Courlande, la Livonie et une partie de l'Estonie, dont le golfe de Riga. Sont alors constitués des États vassaux de l'Empire sur les territoires administrés par l'Ober Ost, les duchés de Courlande et Sémigalle et de l'État balte, respectivement les 8 mars 1918 et 12 avril 1918. Ceux-ci fusionnent le 5 novembre 1918, créant le Duché balte uni, en union personnelle avec l'Empire. Mais ces États-satellites ne survivent pas à l'abdication de l'empereur Guillaume II, les représentants estoniens puis lettons proclament l'indépendance de ces régions quelques jours plus tard, après l'armistice.[réf. nécessaire]

### Élaboration du projet nazi
Dès les années 1920, Adolf Hitler, tout en restant vague sur certains points du programme expansionniste du parti nazi, souhaite la mise en place d'une « politique extérieure réellement allemande » alliant racisme biologique et conquête de territoires dans l'Est de l'Europe. Ainsi, il s'oppose à la politique de germanisation des Slaves, et défend jusqu'à la fin de la Seconde Guerre mondiale, comme l'atteste un entretien avec Martin Bormann le 7 février 1945, la nécessité non seulement de projets allemands de colonisation de l'Est européen mais aussi de leur réalisation.

#### Objectifs politiques, coloniaux et raciaux
À partir de 1935, l'Office du Reich à l'aménagement du territoire (de) (Reichsstelle für Raumordnung) élabore divers projets de réaménagement des territoires de l'Est, notamment dans le cadre du plan général pour l'Est. Les premiers succès de la guerre à l'Est incitent les différents pôles d'autorité dans le Troisième Reich à préciser au plus tard durant l'été 1941 leurs projets sur les territoires conquis. Au cours du mois de mars 1941, le partage des tâches est opéré par Hitler : l'armée n'est compétente que pour la zone du front, et pour l'exploitation économique, dans la mesure où celle-ci concerne l'approvisionnement des troupes, des commissaires civils placés sous l'autorité de l'Oberkommando der Wehrmacht doivent assumer l'administration des territoires situés en arrière du front, Himmler dispose de compétences pour les « tâches spéciales », tandis que Göring des compétences pour les affaires économiques. Rosenberg projette de redécouper l'espace soviétique en plusieurs ensembles territoriaux : il prévoit pour la Biélorussie une forme étatique viable sous contrôle allemand, tandis que les pays baltes seraient colonisés puis, après expulsion des éléments non germanisables de la population, germanisés et intégrés dans le Reich au bout de deux générations. Après la fin du conflit, l'Ostland doit connaître le même sort que les pays baltes, selon une circulaire du 8 mai 1941. Au terme de ces préparatifs, il apparaît que l'armée est évincée des tâches administratives et que le partage des responsabilités entre les administrations dirigées par Göring, responsable du plan de quatre ans, Rosenberg, nommé ministre des Territoires occupés de l'Est, et la SS, chargée de la police et de la germanisation, contribue à créer un enchevêtrement de compétences de plus en plus inextricable.
Ainsi, à l'été 1941, l'Office du Reich à l'aménagement du territoire se voit confier la tâche de proposer un plan de restructuration des territoires conquis à l'Est. Les différents projets proposés à Hitler par ses proches, Himmler, Rosenberg ou des spécialistes nazis de ces questions, ne divergent que sur les modalités de mise en œuvre de la politique raciale et territoriale dans l'Est.
La colonisation des espaces orientaux est prévue dans un cadre planifié : un découpage en Gaue, avec la création d'un réseau urbain hiérarchisé, la transformation des paysages et des modes d'exploitations agraires. Ce plan, proposé à Himmler le 15 juillet 1941, est rejeté par Hitler le 16 juillet ; un nouveau projet est élaboré durant l'automne pour intégrer à l'Ostland l'Ingrie et l'Ukraine.
Ce remodelage des paysages de l'Ostland est la conséquence des objectifs territoriaux du Reich dans les pays baltes, destinés après l'assimilation de la partie « germanisable » de la population à être intégrés dans le Reich, les éléments indésirables étant expulsés en Biélorussie.
Dans un discours à Prague, le 2 octobre 1941, Heydrich expose, au nom du Reichssicherheitshauptamt (Office central de la sécurité du Reich), les objectifs coloniaux assignés aux régions de l'Est : il propose d'intégrer à la population de Reich les Lettons, les Estoniens et les Lituaniens, « les plus facilement germanisables ». Il propose l'expulsion plus à l'Est de trois quarts de la population de Biélorussie, des deux tiers des Ukrainiens et de 85 % des Polonais. Le plan du RSHA, très ambitieux du point de vue démographique, prévoit la réinstallation en Sibérie des éléments non germanisables des populations des pays baltes et de Biélorussie, et la spécialisation économique des territoires de l'Est ; il n'est connu qu'indirectement, au travers de l'analyse détaillée réalisée par Erhard Wetzel du ministère des Territoires occupés de l'Est. Wetzel partage la volonté de germaniser les territoires de l'Ostland, au prix de l'expulsion de la majeure partie de la population de Biélorussie, soit environ une trentaine de millions d'individus. Si Wetzel s'oppose à la déportation des éléments non germanisables des populations baltes en Sibérie, qui risque de susciter l'opposition de la population dans son ensemble, et propose d'en faire des cadres pour la population russe, son rapport montre qu'il existe un consensus sur la politique raciale à l'Est et que la discussion ne porte que sur les modalités d'application.
De son côté, la SS de Himmler ne reste pas en retrait dans l'élaboration de projets coloniaux dans l'Ostland. En effet, selon la mouture du plan général pour l'Est développée par la SS, l'Ostland est destiné à être germanisé après la victoire du Reich, par la mise en œuvre de projets de colonisation impliquant à la fois des Allemands du Reich et des Volksdeutsche.

#### Alliance avec les autonomistes baltes

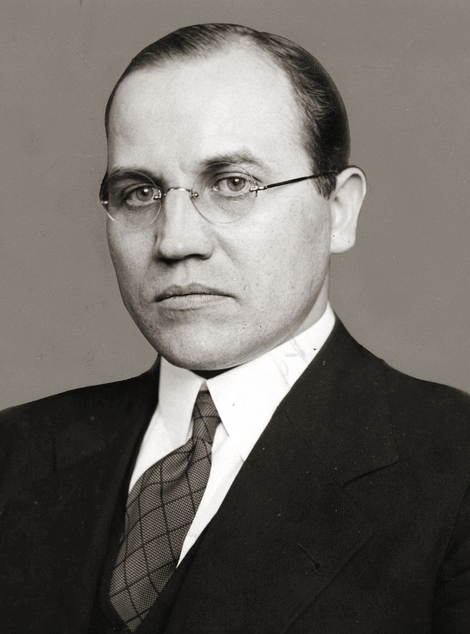
Kazys Škirpa en 1938.

La création du Reichskommissariat est notamment préparée par l'appui accordé par les nazis aux mouvements autonomistes baltes, particulièrement aux groupes lituaniens. À l'origine, selon le plan de Rosenberg, le Reichskommissariat devait porter le titre de « Baltenland ». Après l'entrée de l'Armée rouge et l'annexion des pays baltes par l'URSS au cours de l'été 1940, en vertu du Pacte germano-soviétique, les organisations autonomistes développent une argumentation dans laquelle elles dénoncent à la fois l'occupation de leur pays par l'URSS et la collusion entre les Juifs et le NKVD. Leur anticommunisme et leur antisémitisme se rejoignent dans la dénonciation des Juifs, qui « constituent la colonne vertébrale du système bolchévique […] et ont donc causé la perte d'indépendance de la Lituanie ».
En Lituanie, les organisations nationalistes, au départ divisées entre les proches du président Antanas Smetona, plutôt de tendance nationaliste conservatrice, et les fascistes des Loups de Fer, fusionnent au début de l'année 1941, pour fonder le Front des activistes lituaniens (LAF) regroupé autour de Kazys Škirpa, réfugié à Berlin. Cette organisation mène durant le printemps 1941 une campagne de propagande, pour préparer l'invasion, qu'elle envisage comme le prélude à l'indépendance. Relayée sur place par des activistes clandestins, souvent d'anciens membres de la police secrète lituanienne, cette campagne se met en place depuis le territoire du Reich, en s'appuyant sur des émissions de radio et sur des tracts diffusés par des agitateurs infiltrés sur place.

## Création
« Fidèle à ses habitudes, Hitler a partagé le pouvoir dans les territoires de l'Est entre trois de ses lieutenants. À Hermann Göring revient d'organiser la mise à sac économique. Heinrich Himmler est investi d'un « pouvoir absolu » pour mener à bien les « tâches spéciales » […]. Alfred Rosenberg, enfin, doit préparer la colonisation en découpant l'ex-URSS en une série d'États autonomes, vassaux du Reich. L'administration militaire et les potentats locaux issus du parti concurrencent les organismes dépendant de ces trois puissances du nazisme ».
Le Reichskommissariat Ostland est placé sous la responsabilité du ministère des Territoires occupés de l'Est d'Alfred Rosenberg. Cette nouvelle entité administrative est placée sous la direction de Hinrich Lohse, membre du parti nazi depuis 1923 et gauleiter puis haut président du Gau de Schleswig-Holstein. Elle comporte quatre districts : l'Estonie, la Lettonie, la Lituanie et la Ruthénie blanche, rattachée au commissariat le 1er septembre 1941.
Le Reichskommissar Lohse doit composer avec la hiérarchie SS, dirigée par Friedrich Jeckeln, chef de la police et de la SS, chargé du maintien de l'ordre, mais aussi de la politique d'extermination systématique des Juifs. Jeckeln reçoit ses ordres directement de Himmler et de ses plus proches collaborateurs.

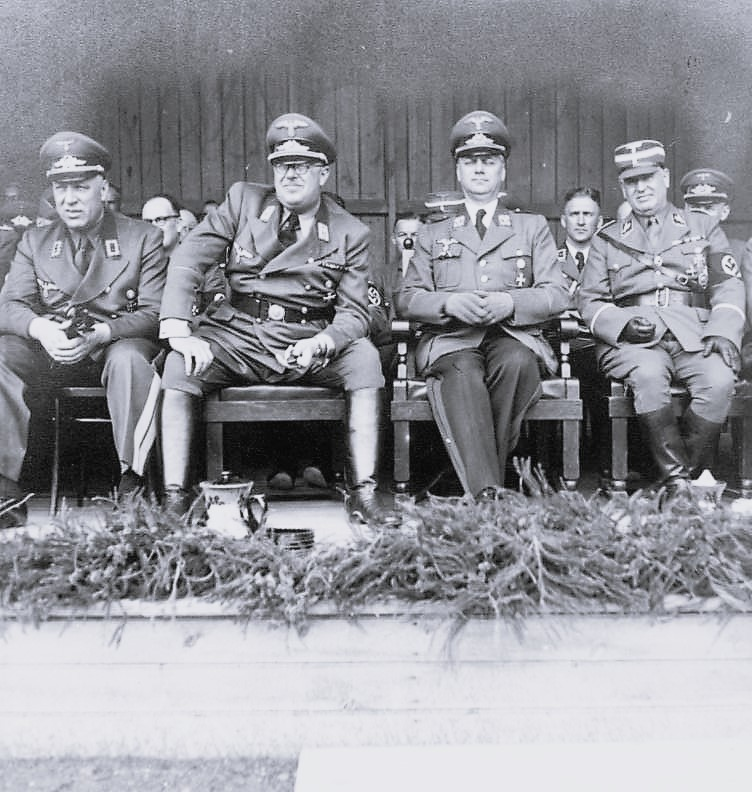
De gauche à droite : Drechsler, Lohse, Rosenberg (les yeux mi-clos) et Medem, en 1942 à Doblen (Baltikum).

Cette double hiérarchie, placée sous le contrôle de vétérans nazis, constitue un foyer de luttes de pouvoir entre Rosenberg et ses représentants sur place d'une part, Himmler et ses subordonnés d'autre part.
Ce conflit se cristallise notamment à propos des modalités d'extermination des Juifs déportés du Reich dans le commissariat. La SS procède à l'extermination systématique de tous les Juifs du Reich déportés en Biélorussie, ce qui suscite de vives critiques du Generalkommissar de Ruthénie blanche Kube. Il proteste contre la déportation des anciens combattants juifs allemands et de Juifs nés de mariages mixtes, mais aussi contre le pillage des biens des Juifs sur le point d'être exécutés, et contre la méthode utilisée pour mettre à mort les Juifs du Reich. Si Kube ne s'oppose pas aux meurtres de masse, il souhaite que les exécutions des Juifs originaires du Reich soient menées de manière « plus humaine » .
Ces réserves fournissent au responsable de la police et de la SS de Ruthénie blanche, Eduard Strauch, l'occasion de tenter de se débarrasser de son collègue, en compilant des informations mettant en avant la corruption et la nullité de l'administration dont Kube est responsable. Ces rivalités entre Kube, soutenu par Rosenberg et Lohse, d'une part, et Strauch, soutenu par Heydrich et Himmler, d'autre part, remontent jusqu'au plus haut niveau du gouvernement du Reich : Hitler, tout en se montrant sensible aux arguments économiques mis en avant par Rosenberg, finit par donner raison à Himmler contre Rosenberg le 18 décembre 1941, dans le contexte de l'entrée en guerre des États-Unis.
Un conflit surgit également dans le cadre de la lutte contre les partisans en Biélorussie lors de l'opération Cottbus. Alerté par son administration qui se plaint de « l'afflux de personnes blessées par balle et visiblement rescapées d'exécutions, sorties seules des fosses et venues chercher de l'aide dans les hôpitaux et les centres de soin », Kube adresse un rapport de protestation à Rosenberg en août 1943. Dans ce rapport, il met en cause les pratiques d'Oskar Dirlewanger, car « cet homme, dans la guerre d'anéantissement qu'il mène sans pitié contre une population désarmée, refuse consciemment de prendre en considération toutes les nécessités politiques » ; la protestation de Kube ne remet pas en cause son adhésion à la politique de prédation et d'extermination décidée à Berlin mais témoigne de sa volonté d'assurer la prééminence de l'administration civile et de garder le contrôle des décisions prises dans les commissariats généraux.
La nomination de Curt von Gottberg, SS-und Polizeiführer à Minsk et supérieur hiérarchique immédiat de Dirlewanger, en tant que Generalkommissar après l'assassinat de Kube marque la victoire complète de Himmler sur Rosenberg dans la lutte pour le contrôle du pouvoir dans le Reichskommissariat.

## Organisation et gestion administrative
Sur le plan territorial, l'administration allemande du Reichskommissariat est répartie entre quatre commissariats généraux (Generalkommissariat, Hauptkommissariat ou Generalbezirk) :
- Estonie (Estland), placée sous l'autorité du commissaire général Karl Sigismund Litzmann (de) ;
- Lettonie (Lettland), placée sous l'autorité du commissaire général Otto-Heinrich Drechsler ;
- Lituanie (Litauen), placée sous l'autorité du commissaire général Theodor Adrian von Renteln ;
- Ruthénie Blanche (Weißruthenien), placée sous l'autorité du commissaire général Wilhelm Kube, puis, après son assassinat le 23 septembre 1943, de Curt von Gottberg.

Ces commissariats généraux sont subdivisés en commissariats de district (Gebietskommissariat). Ces derniers constituent l'échelon inférieur de l'administration allemande et supervisent les administrations locales.[réf. nécessaire]
| Estonie | Lettonie                                                                                        | Lituanie | Ruthénie Blanche |
| --- | ----------------------------------------------------------------------------------------------- | --- | --- |
| 1. Arensburg 2. Dorpat 3. Narva 4. Pernau 5. Petschur 6. Reval-Ville (Reval-Stadt) 7. Reval-Campagne (Reval-Land) | 1. Dünaburg 2. Libau 3. Mitau 4. Riga-Ville (Riga-Stadt) 5. Riga-Campagne (Riga-Land) 6. Wolmar | 1. Kaunas-Ville (Kauen-Stadt) 2. Kaunas-Campagne (Kauen-Land) 3. Ponewesch-Land 4. Schaulen 5. Vlinius-Ville (Wilna-Stadt) 6. Vilnius-Campagne (Wilna-Land) | 1. Barisau 2. Baranowitschi 3. Glubokoje 4. Hanzewitz 5. Lida 6. Minsk-Ville (Minsk-Stadt) 7. Minsk-Campagne (Minsk-Land) 8. Nowogrodek 9. Slonim 10. Sluzk 11. Wilejka |

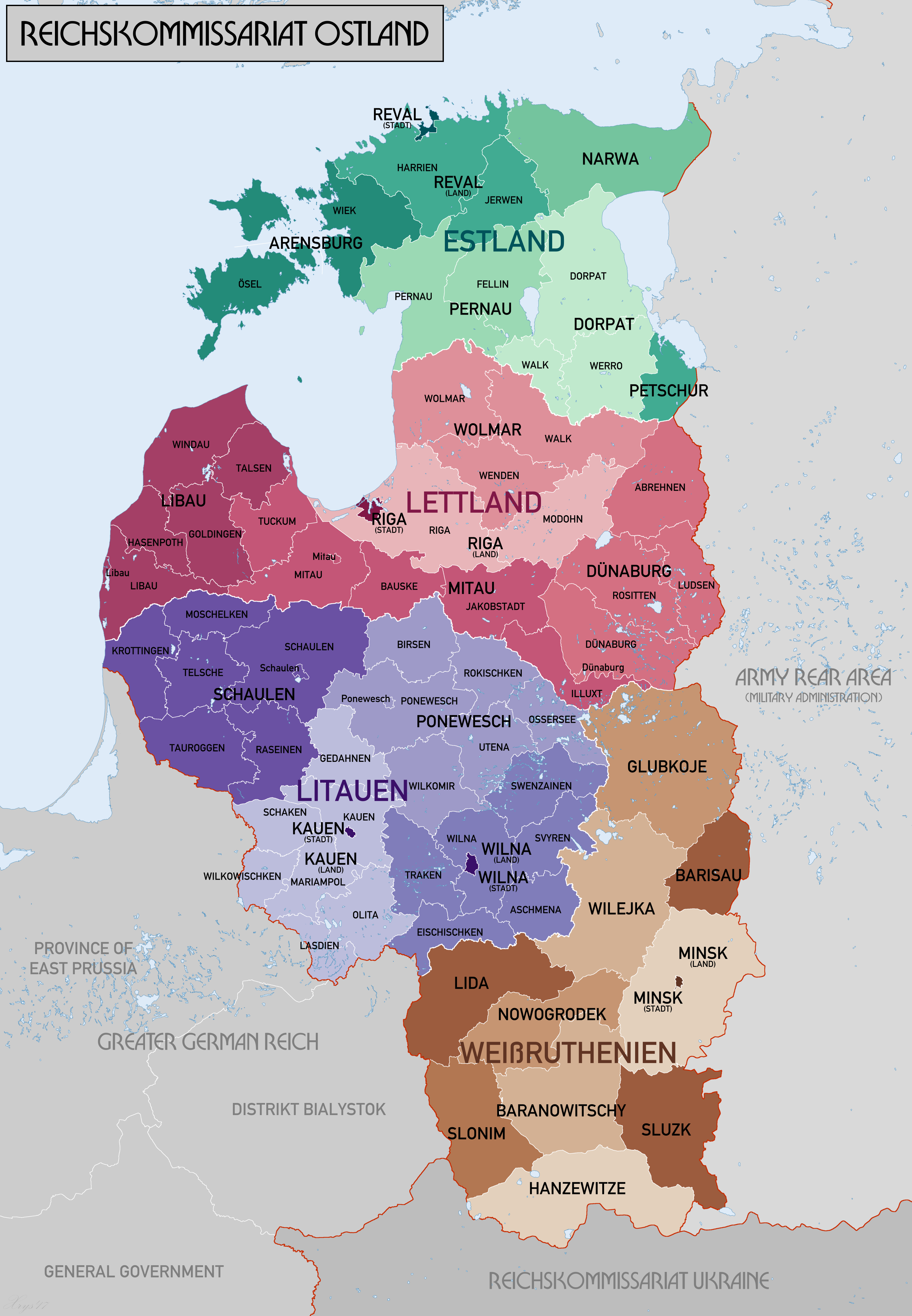
Les divisions administratives du Reichskommissariat

Du Reichskommissariat au Gebietskommissariat, l'organisation interne est calquée sur celle du ministère des Territoires occupés de l'Est, avec comme principales compétences les questions politiques, administratives et économiques, avec moins de personnel aux niveaux inférieurs.
« Un commissaire de district ne disposait que de quelques fonctionnaires allemands pour traiter tous les dossiers : administration, santé, finances, droit, culture, propagande, industrie, main-d'œuvre, prix, transport, agriculture et exploitation forestière ».
Ce personnel est généralement de piètre qualité et constitué de fonctionnaires considérées comme des « parasites incompétents » au sein du Reich, essentiellement motivés par « l'appât du gain et les perspectives de carrière [qui] l'emportaient sur les convictions idéologiques ».
« Sans grande expérience administrative et imbu de la supériorité allemande, il se comporte en général de manière dictatoriale et arbitraire, lorsqu'il n'essaie pas de tirer un profit personnel de la situation ».

## Collaboration

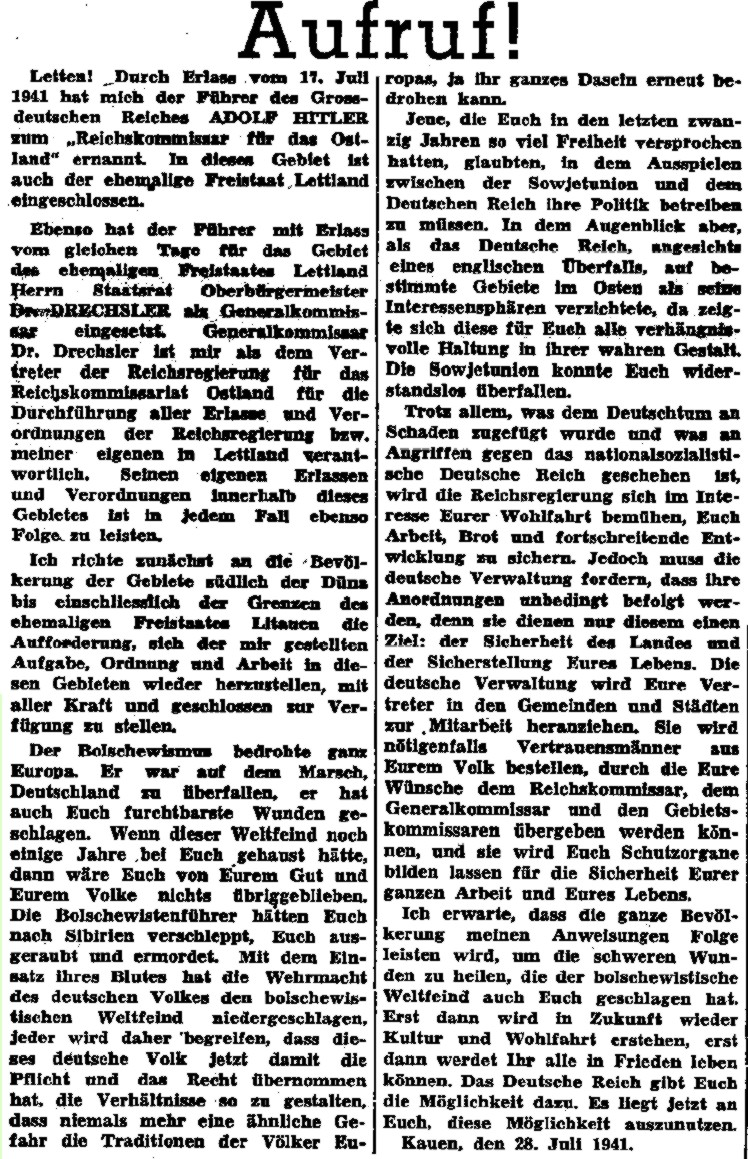
Appel de Hinrich Lohse, commissaire du Reich pour l'Ostland, au peuple letton, placardé en Lettonie (1941).

La collaboration dans l'Ostland revêt un caractère précoce et particulièrement important, notamment dans le cadre de la Shoah. Elle est particulièrement significative en Lettonie et en Lituanie, alimentée par une volonté de recouvrer l'indépendance nationale ; dès ses débuts, elle est marquée par une forte tonalité antisémite, et antibolchevique. Elle est nettement moins importante en Estonie, où l'antisémitisme était presque inexistant. En Biélorussie, comme dans l'ensemble des régions slaves occupées en Union soviétique, la propagande antisémite allemande ne rencontre pas d'écho dans la population, de l'aveu même du commandement allemand, les populations russes et polonaises éprouvent, selon les mots d'un commandant allemand, une « solidarité de classe » envers les travailleurs juifs ; ces populations se désintéressent à tout ce qui touche à l'antisémitisme. Cela n'empêche pas d'anciens prisonniers de guerre soviétiques ou des Biélorusses de s'engager dans les unités de police auxiliaire, notamment afin d'améliorer leurs conditions de vie en profitant du butin du pillage et du vol organisé, qui font partie intégrante de la politique anti-juive.
En Lituanie, dès les premiers jours du conflit et avant même l'occupation du pays par la Wehrmacht, les unités lituaniennes de l'Armée rouge organisent une mutinerie qui hâte la retraite des forces soviétiques. Autonomistes militaires et civils mettent en place à Kaunas un gouvernement provisoire qui revendique l'autonomie sinon l'indépendance sous protection allemande.
Comme en Ukraine, des éléments nationalistes organisent des pogroms particulièrement violents et meurtriers, dont la sauvagerie suscite l'effroi de certains allemands présents sur place, alors que des représentants de la puissance occupante les tolèrent, les applaudissent ou les suscitent.
Si ces pogroms correspondent à la volonté allemande d'illustrer la haine spontanée des populations locales contre ce que certains appellent les judéobolcheviques, leur caractère imprévisible et « le mélange complexe de leurs motivations nationalistes, opportunistes et antisémites » inquiètent Reinhard Heydrich et débouchent sur une intégration des activistes locaux à l'appareil répressif nazi. Après quelques semaines d'hésitation, voire de politiques contradictoires au niveau local, les autorités allemandes décident de contenir l'activisme des populations locales et de les intégrer dans les structures d'occupation. Malgré la demande insistante d'Hitler de ne pas autoriser les non-Allemands à porter les armes, Himmler donne l'ordre de créer des « unités additionnelles de protection composées de groupes ethniques qui nous sont compatibles » : fin juillet 1941, 33 000 hommes servent au sein de la Schutzmannschaft, et après un an, 300 000 policiers locaux assistent l'occupant dans les territoires conquis en Union Soviétique.
Les organes consultatifs locaux créés au début de l'occupation ne jouent qu'un rôle limité : au début de l'année 1943, Hitler s'oppose à la politique proposée par Rosenberg qui aurait abouti à un partage du pouvoir entre les autorités allemandes et ces assemblées.
Dans tout l'Ostland, la collaboration administrative est courante : les détenteurs « de fonctions officielles dans les administrations de cités, de villes et de villages, font de leur mieux pour que les règles et règlements imposés par les Allemands soient acceptés et deviennent des auxiliaires de la hiérarchie administrative émergente, en général au bas de l'échelle ». « Sans leur soutien, l'identification, l'expropriation et la ghettoïsation des populations juives, en particulier dans les zones rurales, auraient dépassé les limites des capacités logistiques des organisations allemandes ».

## Exploitation économique et pillage
Dès le 9 janvier 1941, Adolf Hitler déclare que « le gigantesque espace russe contient des richesses incommensurables. L'Allemagne doit le dominer économiquement et politiquement, mais pas l'annexer. Elle disposera alors de toutes les possibilités, y compris de lutter à l'avenir contre des continents ».
Comme l'ensemble des territoires conquis, les territoires du Reichskommissariat n'échappent pas au pillage par les occupants ; ce pillage s'oriente dans trois directions : le contrôle de propriétés de l'État et du Parti communiste de l'Union soviétique, la remise en état de l'appareil productif au profit de l'industrie de guerre allemande et le pillage des musées.[réf. souhaitée]
Après l'invasion, les organisations nazies, dont la SS, responsable du maintien de l'ordre, accaparent des propriétés, comme le sovkhoze de Nowinski, visité par Himmler le 15 août 1941 lors de son voyage dans le commissariat, ou la maison du Soviet de Minsk, transformée en siège central de la police de Russie-Centre.
Lors de cette même inspection, après sa visite du musée de Minsk le 16 août, Himmler emporte avec lui un plan du théâtre, destiné  à Hitler, selon le journal de Walter Frentz, présent durant tout le voyage.
Les grandes lignes de l'exploitation économique des territoires de l'Ostland sont fixées par les directives édictées par Herbert Backe, secrétaire d'État à l'Agriculture, le 23 mai 1941 : priorité est donnée aux besoins alimentaires du Reich et de son armée. Ce dernier voit cependant ses projets de famine dans les régions slaves contrecarrés par Göring durant l'automne 1941, qui se montre partisan de nourrir convenablement les ouvriers travaillant directement pour le Reich.
Ces réserves sont directement inspirées par les compétences économiques de Göring dans les territoires conquis. Ainsi, à partir du 29 juin 1941, ce dernier se voit confier la remise en état et l'exploitation du potentiel productif de l'ensemble des territoires conquis : dans un rapport du 8 décembre 1941, il souhaite mener une politique de bas salaires, propices à la réalisation d'excédents commerciaux au profit du Troisième Reich et de ses alliés, permettant ainsi le financement du conflit par le contrôle de l'économie des territoires soviétiques occupés. Il doit cependant compter avec les réserves des services économiques de la Wehrmacht, dont le chef, le général Georg Thomas, s'oppose au redémarrage des industries inutiles du point de vue de l'effort de guerre du Reich. Dans le contexte de renforcement de la lutte contre la résistance, Göring lie les opérations militaires contre la résistance soviétique et l'exploitation économique du territoire : dans une directive émise le 26 octobre 1942, il ordonne de saisir le bétail et les produits alimentaires récupérés dans les zones reconquises sur la résistance.
Fritz Sauckel et son administration, toujours à la recherche de main-d'œuvre pour l'industrie de guerre, participent aussi à la répression des partisans ; ainsi, après l'opération Cottbus, les services de Sauckel organisent la déportation de l'ensemble des personnes capables de travailler qui ont été raflées dans les zones reconquises.
Cependant, l'efficacité des mesures allemandes de prédation et d'exploitation des ressources dans le commissariat est à relativiser en raison du zèle que mettent ses responsables : ainsi, Otto Bräutigam, haut fonctionnaire en poste au ministère des Territoires occupés de l'Est, indique que les résultats auraient pu être meilleurs, du point de vue allemand, si le Reich avait mené une politique différente de celle menée, qui a encouragé la résistance.

## Résistance
En Biélorussie, la configuration du territoire, la zone des marais du Pripet, est propice à l'organisation de vastes zones de maquis. Dès les premiers mois de l'occupation, les premiers se mettent en place, organisés autour de soldats qui sont parvenus à échapper à la captivité ou évadés, de Juifs évadés des ghettos et de représentants de la population locale.

### Formation et essor
La résistance commence à s'organiser dès l'appel de Staline à la guerre de partisans, le 3 juillet 1941, mais cet appel à la mobilisation rencontre peu d'échos dans les premiers mois de l'occupation, jusqu'à l'hiver 1941-1942. Les autorités nazies semblent s'en réjouir. Hitler évoque, lors d'une réunion le 16 juillet 1941, les possibilités offertes par les opérations de contre-guérilla. Les troupes allemandes disposent ainsi d'un prétexte pour détruire des villages. Les premiers partisans soviétiques sont des soldats soviétiques séparés de leurs unités lors des succès allemands du début de l'été 1941, qui se sont réfugiés dans des zones difficiles d'accès et commencent à s'organiser à partir de l'automne.
Dans le même temps se développe en Biélorussie un mouvement de résistance spécifiquement juif, organisé souvent par des rescapés de massacres perpétrés par les Einsatzgruppen ; d'abord isolés, ces résistants s'organisent et lancent leur première action d'envergure à Vilna le 31 décembre 1941, puis au début de l'année 1942, se forme un groupe de résistants, basé dans les forêts de Biélorussie et qui comptera jusqu'à 1 500 membres. Cependant, ces groupes demeurent minoritaires, car la majeure partie des Juifs résistants de Biélorussie rejoignent les unités de partisans mises en place à partir de l'été 1941.
De même, la politique de recrutement forcé de main-d’œuvre mise en place par Sauckel à partir de 1942 exacerbe le développement des mouvements de résistance. Un certain nombre de jeunes gens, potentiellement aptes au travail dans le Reich, se dérobent aux obligations mises en place par les autorités d'occupation, ce qui entraîne le durcissement de la politique de recherche de main-d’œuvre : rafles dans les rues, capture d'otages relâchés lorsque les quotas de main-d’œuvre sont atteints, destructions de villages dont sont originaires les personnes devant se présenter aux autorités en vue d'une déportation dans les usines allemandes.
Ces mouvements de résistance constituent à partir de l'hiver 1941-1942 une épine dans le pied des forces d'occupation allemandes présentes en Biélorussie. Ils montrent leur efficacité lors de la libération de la Biélorussie durant l'opération Bagration, en paralysant totalement pendant plusieurs jours, au moyen de nombreux sabotages, le réseau ferroviaire utilisé par les Allemands.

### Répression allemande

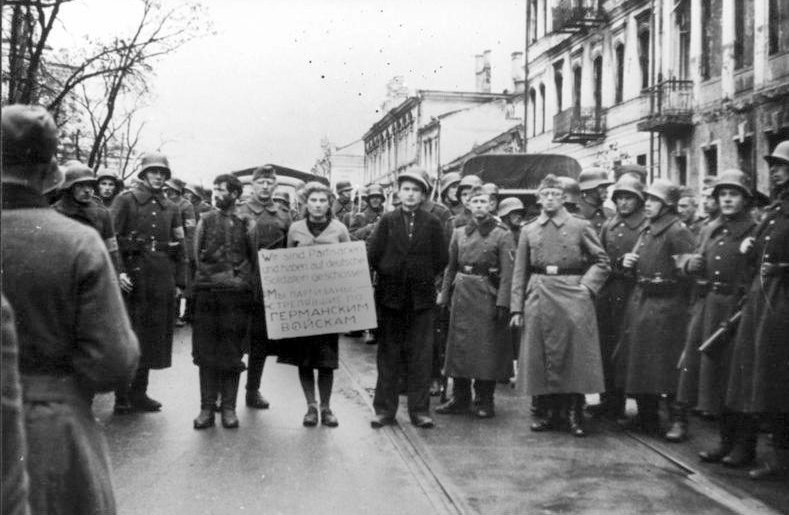
Macha Brouskina avec ses camarades partisans avant leur pendaison à Minsk, le 26 octobre 1941.

Pour tenter d'endiguer le développement de ce mouvement de résistance, très dommageable à la fois pour l'approvisionnement du front et pour l'exploitation des territoires, sont affectées dans un premier temps des unités de réserve, qui ne montrent pas la même combativité que les unités d'active, puis, à partir de la fin 1942, sept divisions entières. De plus, à partir de l'automne 1941, malgré l'hostilité de Hitler, sont mises en place des unités de supplétifs volontaires. Leur recrutement est officialisé par une directive de Hitler du 18 août 1942, puis, en juin 1943, interdit, par ordre de Hitler. D'autres mesures de contrôle de la population sont mises en place : en Estonie, les hommes de 15 à 65 ans doivent être enregistrés et un laissez-passer leur est délivré.
Rapidement, des opérations de contre-guérilla sont mises en place, et des manœuvres communes sont organisées entre les différentes unités de la Wehrmacht, de la SS et de la police ; lors d'entrainements communs au cours du mois de septembre 1941, des officiers d'unités de l'armée et d'unités SS insistent auprès de leurs troupes respectives sur les liens qui existent entre les partisans et les Juifs, alors en cours d'extermination dans le commissariat. Les officiers de l'armée, y compris les officiers généraux, émettent des ordres du jour dans lesquels l'accent est mis sur la lutte contre les « ennemis du Reich », sans plus de précision. Des militaires sur le terrain adoptent une définition large de ces adversaires : les soldats de l'Armée rouge séparés de leur unité, les Polonais, les Juifs, les tsiganes et les partisans.
Les instructions de l'Oberkommando des Heeres (en abrégé « OKH », le haut commandement de l'Armée de terre) au sujet des opérations dirigées contre les maquis sur le front de l'Est insistent toutes sur la nécessité de mettre en application des mesures très strictes à l'encontre des partisans, mais en 1942 oscillent entre deux politiques à l'égard des civils : en août 1942, les consignes de Hitler mettent aussi l'accent sur la nécessaire collaboration des populations civiles, alors qu'en octobre de la même année, il défend la nécessité d'une brutalité sans limites, pourvu qu'elle soit efficace, comme le rappelle une note de l'OKW de la fin de l'année.
Modèle des 55 actions de guerre contre les partisans, l'opération Bamberg se déroule entre le 26 avril 1942 et le 6 mai 1942 dans les marais du Pripiat : deux régiments d'infanterie et un bataillon de police encerclent une zone de 750 km2, puis ratissent la zone en allant vers son centre, brûlant et pillant les villages pour priver les résistants de leur base ; elle se solde pour les Allemands par la mort de 7 soldats et 47 blessés, tandis qu'on compte entre 3 500 et 6 000 tués parmi les habitants et les groupes de résistants. Durant la période d'occupation allemande, 5 295 villages sont ainsi anéantis dans le commissariat, dont les deux tiers en 1943.
L'année 1943 marque ainsi un pic des actions militaires allemandes en Biélorussie. En effet, à partir de ce moment, les responsables allemands allient lutte contre les partisans, objectifs économiques et déplacements de population, par des évacuations créant ainsi des « zones mortes », appliquées pour la première fois en juillet 1943, conformément à un ordre de Hitler, dans la région du Pripet.
Ces territoires vidés de leur population doivent être utilisés pour la culture du kok-saghyz, plante utilisée pour la production du caoutchouc synthétique : la main-d'œuvre est regroupée dans des camps situés à la périphérie des territoires ainsi exploités. Cette politique est précédée par la mise en place de « points forts », dans lesquels seraient concentrées les forces de sécurité, puis, à l'automne, se concrétise par la création de « villages défensifs » (une soixantaine en mars 1944), dont la population, organisée en service d'ordre, jouit d'avantages économiques et culturels.
À cette politique s'ajoutent des opérations de nettoyages des zones contrôlées par la résistance : la plus importante, l'opération Cottbus, dans laquelle 17 000 hommes sont engagés (des soldats, des supplétifs locaux, des policiers et des SS), vise à contrôler les zones de forêts du Nord-Est de Minsk.
À la fin de l'occupation, les pertes allemandes, civiles et militaires, dans le seul secteur du groupe d'armées Centre, incluant les supplétifs à leur service s'élèveraient à 14 000 morts et 40 000 blessés, pertes à mettre en parallèle avec les 240 000 victimes soviétiques.

## Sort des populations civiles
La politique d'occupation dans l'Ostland poursuit un objectif particulier : intégrer les pays baltes au Troisième Reich en assimilant les Lettons, Estoniens et Lituaniens, « les plus facilement germanisables », les Lettons étant considérés comme une « élite raciale ». Lors d'une réunion avec ses principaux collaborateurs à son quartier général en Ukraine, en août 1942, Himmler s'exprime sur la colonisation des territoires occupés par des Allemands. Ces territoires doivent être peuplés au cas par cas ; dans le Reichskommisariat Ostland « en tenant compte de la capacité des Estoniens à être « germanisés » », en Lettonie, il faut « expulser à tout prix les Latgaliens » et il est « hors de question d'envisager la germanisation des Lituaniens, très attardés et porteurs d'une part inouïe de sang slave ». La partie de la population impossible à germaniser doit être déportée en Biélorussie. Cette volonté d'intégration n'enlève rien à la dureté de l'occupation allemande. Comme dans d'autres territoires occupés, « l'exploitation sans vergogne des ressources du pays et de la main-d'œuvre condamne à l'avance toute politique de ralliement de la population. La pratique des représailles collectives et de l'exécution d'otages pour lutter contre la résistance ne peut que renforcer l'hostilité de la population ». Malgré l'avis d'économistes du ministère des Territoires occupés, comme Otto Bräutigam, l'Allemagne privilégie, dans l'Ostland comme ailleurs, « des politiques d’assujettissement racial, d'oppression et de meurtres » au détriment d'un « Nouvel Ordre économique européen fondé sur la coopération », qui aurait été plus profitable pour l'économie de guerre.
Pour faciliter le ralliement de la population, les autorités tentent de mettre en place une politique agraire prenant le contrepied de la politique de collectivisation soviétique. Deux directives sont édictées au mois d'août 1941, qui ne sont réellement appliquées que dans les pays baltes : dans les faits, leur portée se limite à la restitution des maisons individuelles à leurs propriétaires expropriés lors de l'occupation soviétique. Le 15 février 1942, un décret du ministre de l'Est, pris avec l'aval de Hitler, divise les terres selon trois modalités d'exploitation : l'exploitation collective, selon des formes proches de celles du kolkhoze, l'exploitation coopérative et l'exploitation individuelle. Largement diffusé dans les territoires concernés, il est diversement appliqué selon les régions mais concerne 100 % des terres en Biélorussie.
Les tentatives de rallier les populations civiles se heurtent à la politique allemande réellement mise en œuvre dans le commissariat. Les militaires allemands, d'abord bien accueillis dans les pays baltes, se comportent rapidement comme une armée d'occupation impitoyable : réquisitions de logements dans les villes, violences contre la population civile et pillages.
À la suite du développement de la résistance, les représailles menées contre la population civile à partir de l'automne 1941, particulièrement dures en Biélorussie, dressent la population contre l'occupant : à Minsk, 40 000 hommes sont emprisonnés pendant plusieurs jours à ciel ouvert, avec très peu de provisions. Au total, durant toute la période d'occupation, la Biélorussie compte plus de deux millions de morts, soit près du quart de sa population.
À partir de février 1942, la population fait l'objet d'un enregistrement systématique, afin de distribuer les indispensables cartes de rationnement, mais aussi de contrôler les déplacements et de favoriser l'exploitation de la main-d'œuvre, dans le cadre « d'une chasse à l'homme sans merci pour le travail obligatoire ». La population est en outre confrontée au mieux, à la pénurie alimentaire, au pire à la famine, la Wehrmacht donnant la priorité absolue à ses propres besoins. Les récits et correspondances des militaires des unités d'occupation définissent la politique qu'ils ont à mener, comme ayant pour but de faire mourir, non seulement les civils inutiles aux yeux des Allemands, mais aussi les prisonniers de guerre soviétiques.
Les tentatives d'améliorer les conditions de vie des populations locales, que cela soit sur le plan matériel ou en leur donnant des assurances sur leur avenir politique au sein d'une « communauté des peuples européens », se heurtent au refus catégorique de Hitler.

## Shoah
Au cours de sa première période d'indépendance dans les années 1920, les trois États baltes ont non seulement protégé leur minorité juive, mais aussi encouragé leur développement culturel, mais cette politique a été rapidement remise en cause. Dans les pays baltes, les Juifs sont largement représentés dans les écoles d'officiers, dans l'échelon intermédiaire de la police, l'enseignement supérieur et diverses administrations ; cette situation permet aux nationalistes baltes, notamment lituaniens, réfugiés à Berlin de prétendre, en exagérant et en déformant les chiffres, que les Juifs collaborent avec les bolcheviques.
Pour les nazis et particulièrement Heinrich Himmler, il faut éliminer les Juifs, le groupe considéré comme le plus hostile et le plus dangereux pour la sécurité des nouveaux territoires, et qui pourrait nuire aux projets de colonisation.
À partir de l'occupation de ces territoires, et en dépit de la compétition sourde entre les représentants de Rosenberg et les SS, le meurtre de masse des Juifs du commissariat n'a pas été, un seul moment, au centre des conflits entre les hiérarchies de la double administration.
De plus, le processus d'extermination des Juifs va de pair, aux yeux des SS et de la Wehrmacht, non seulement avec la lutte contre les partisans, mais aussi avec les besoins d'approvisionnement de la Wehrmacht. En effet, pour les responsables SS, si tous les Juifs ne sont pas partisans, ils ne constituent pas moins des soutiens en puissance ; à ce titre, Heydrich ordonne, le 17 juillet 1941, l'exécution de tous les prisonniers de guerre soviétiques juifs.
Par ailleurs, dans le commissariat, l'action des Einsatzgruppen semble avoir été dès le départ la plus violente et la plus radicale (les femmes et les enfants sont les premiers visés) en raison des projets d'intégration à moyen terme de ces territoires dans le Reich.

### Ghettos
À partir de l'occupation des pays baltes et de Biélorussie, le ministère des Territoires occupés de l'Est ordonne la concentration des Juifs de ces régions dans des ghettos.
Face à la dispersion des populations juives en Biélorussie et dans les pays baltes, les unités allemandes conquérantes pratiquent au mois de juillet un génocide désordonné, rapidement arrêté en raison de son manque d'efficacité. Ainsi, le regroupement dans les ghettos obéit à deux impératifs, l'un immédiat, l'autre plus lointain : le contrôle de ces populations, puis leur transfert à d'autres autorités.

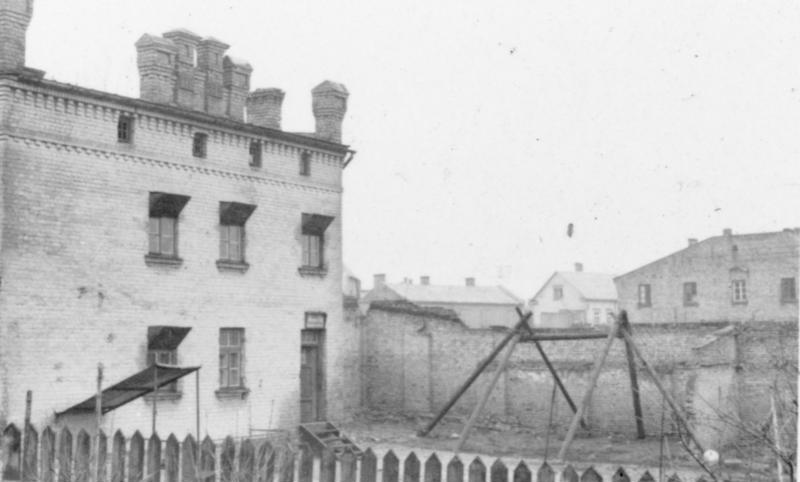
Le ghetto de Riga

Les premiers ghettos du commissariat sont donc mis en place à Vilnius, à Kovno, à Riga et dans l'ensemble des villes du commissariat à partir de la fin du mois de juillet 1941. Gérés par un Judenrat, ils accueillent dans un premier temps les Juifs épargnés de la région.
Rapidement surpeuplés, ces ghettos sont des mouroirs pour la population juive qui se retrouve parquée dans des conditions effroyables. À partir de l'automne 1941, ils accueillent, conformément aux consignes données par Hitler — le 25 octobre 1941 — lors d'une réunion à laquelle ont été conviés Himmler et Heydrich, les populations juives de l'Altreich (le Reich dans ses frontières de 1937), déportées officiellement vers les ghettos de Minsk, de Riga et de Kovno. Cette déportation est organisée depuis le Reich par la police allemande (Gestapo et Schutzpolizei) ; des listes de Juifs sont dressées par ville, chacun reçoit non seulement un numéro mais également des consignes pour l'organisation de son départ : solder ses dettes, vendre ses biens, ce qui peut être emporté (biens, nourriture…), date à laquelle il doit se tenir prêt au départ. Ils sont donc envoyés dans les ghettos de l'Ostland, vidés de leurs habitants à la fin de l'été, conformément aux consignes de Himmler données à ses subordonnés au mois de novembre.
Malgré les ordres de Himmler, les occupants des premiers convois en provenance du Reich et du Protectorat de Bohême-Moravie sont exécutés
Rapidement, il apparaît aux responsables de ces ghettos que la mise au service de l'économie de guerre du Reich constitue la seule chance de survie des populations qui y sont regroupées.
Les habitants des ghettos survivent tant bien que mal durant l'occupation, victimes de l'arbitraire des troupes allemandes et des populations baltes.
À partir de 1943, les ghettos de Biélorussie sont vidés de leurs habitants et démantelés progressivement par les Allemands. Cette éradication, même si elle se heurte à une résistance sporadique, entraîne le renforcement, par des Juifs qui parviennent à s'évader, des mouvements de résistance, puissamment structurés dans les forêts de Biélorussie.

### Camps de concentration
À l'automne 1941, alors que la déportation des Juifs du Reich vers l'Est est décidée, la SS propose la création de camps de travail, pour tenter d'utiliser les Juifs comme main d’œuvre forcée.
La création de camps de concentration dans le commissariat s'étend sur l'ensemble de la période d'occupation. En effet, durant l'automne 1943, le ghetto de Kovno est transformé en camp de concentration, mais au mois de juin 1944, il est évacué devant le succès de l'offensive d'été soviétique. Les hommes sont déportés à Dachau, les femmes au Stutthof.
À la suite des reculs allemands de l'été 1944, l'évacuation des camps de concentration des pays baltes est décidée par Pohl et Himmler. Ainsi, au début de juillet 1944, les camps situés autour de Kovno sont évacués par les SS, causant 36 morts parmi les Juifs.

### Extermination
Durant les deux premiers mois du conflit, environ 50 000 Juifs de Biélorussie et des pays baltes sont assassinés, par la Waffen-SS, la Wehrmacht, les Einsatzgruppen et les supplétifs baltes ou slaves de l'occupant.
Dès l'occupation de Vilnius, le 24 juin 1941, les collaborateurs lituaniens raflent les hommes juifs et les massacrent dans les bois proches de la ville, ou les battent à mort. C'est à cette période que commence le massacre de Poneriai. À Kaunas, ils perpètrent un pogrom, torturant et massacrant 800 Juifs dans les forts qui ceinturent la ville, ce massacre servant de prétexte aux autorités allemandes pour créer un ghetto dans la banlieue de Viliampole. Les antisémites locaux sont rejoints le 4 juillet par des unités de l'Einsatzgruppe A, qui commettent des tueries de masse, lesquelles s'étendent à partir du mois d'août aux femmes et aux enfants, seuls les Juifs considérés comme capables de travailler étant épargnés. Les Juifs de Kaunas subissent le même sort : 1 500 d'entre eux sont assassinés dès la première nuit de l'occupation, le massacre se poursuivant dans les semaines suivantes.
Ce qui s'est passé en Lituanie concerne l'ensemble des pays baltes, avec plus ou moins de rapidité : les 2 000 Juifs d'Estonie sont exterminés avant la fin de l'année 1941, les 60 000 Juifs de Lettonie l'ont été avant la fin 1942.
L'intensité de ces pogroms est variable d'une région à l'autre : en Biélorussie et dans les territoires anciennement polonais du commissariat, les autorités allemandes constatent l'absence d'un substrat antisémite, alors que dans une partie des pays baltes, la population est fortement impliquée dans les pogroms.
Les 30 000 Juifs du ghetto de Riga sont exterminés, sur ordre personnel de Himmler, entre le 29 novembre et le 8 décembre 1941 dans la forêt alentour, devant le commissaire du Reich et ses invités : devant se rendre à pied sur les lieux du massacre, les Juifs du ghetto, encadrés par 1 700 gardes allemands et lettons, sont exécutés nus dans une fosse au moyen d'une balle dans la nuque ; s'ajoutent un millier de Juifs de Berlin, déportés sur ordre de Hitler, et exécutés dans les mêmes circonstances. Les tueries sont interrompues à la demande expresse de Himmler le 30 novembre, car la nouvelle qu'on massacre des Juifs allemands, âgés ou anciens combattants (Himmler avait pensé les déporter à Theresienstadt), commence à se répandre dans le Reich, en particulier par les lettres de soldats à leur famille. Peu d'Allemands sont dupes de la raison de ces rafles : ils sont conscients que, raflés à partir du 21 octobre 1941, déportés vers l'Est les jours suivants, les Juifs de Berlin sont promis à la mort dès leur arrivée dans le commissariat. Cependant, le sort de ces Juifs est alors au centre d'un courant d'ordres et de contrordres émanant essentiellement de Himmler : au terme de ces consignes, ces Juifs ne doivent pas être exterminées dès leur arrivée, Himmler s'opposant fermement à leur extermination dès leur arrivée à Riga : au début de l'année 1942, sur 25 000 Juifs allemands déportés, 10 000 sont encore vivants.
Ainsi, les régions baltes, lieu de déportation des Juifs du Reich, sont le théâtre de leur meurtre en masse à la fin de l'automne 1941 : les Juifs de Munich sont déportés vers Kovno où ils sont assassinés le 25 novembre 1941, malgré les consignes de Himmler. L'arrivée de ces Juifs du Reich a obligé les SS et leurs auxiliaires à « faire place nette », en massacrant les anciens habitants des ghettos, pour permettre aux Juifs du Reich de se loger, en attendant leur exécution : ainsi, à Minsk, le 7 novembre 1941 et les jours suivants, après une mascarade à laquelle ils sont forcés de participer, 20 000 habitants du ghetto sont exécutés à la mitrailleuse par une unité de policiers SS, assistés d'auxiliaires baltes et biélorusses.
Cet afflux de Juifs du Reich et de l'ensemble de l'Europe rend nécessaire, aux yeux des SS et de leurs supplétifs, la mise en place de nouveaux moyens d'extermination ; certains mettent alors au point un système de gazage à base de gaz d'échappement d'un moteur, mobile ou fixe. Expérimentés d'abord à Auschwitz, puis à Poltava, en Ukraine, les camions à gaz sont également utilisés dans le commissariat.
Tout au long de l'année 1941, Himmler se rend dans le commissariat afin de se livrer à une inspection des opérations dont il a la responsabilité : ainsi, au mois d'août, il effectue à Minsk un voyage, à la fois pour inspecter les unités de la SS et assister à des exécutions de masse de Juifs et de partisans. De même, au mois de septembre, il se rend dans les pays baltes pour trois jours : atterrissant à Libau le 18 septembre, il ordonne l'exécution des Juifs de la ville.
En Ruthénie blanche, placée sous la férule d'Erich von dem Bach-Zelewski, le génocide, après les massacres de masse de l'été 1941, devient systématique à partir du mois d'octobre 1941 : les hommes, mais aussi les femmes et les enfants, doivent être exécutés alors que jusqu'à ce moment, seuls les hommes étaient fusillés ; de plus, à partir de la fin septembre, des unités de la police militaire, du SD et de supplétifs lituaniens sillonnent la Biélorussie, comprenant alors des zones sous administration civile et des zones sous contrôle de l'armée, en raison de la proximité du front, et exécutent les membres des petites communautés juives de la région, non seulement dans les villes, mais aussi dans les campagnes ; ces unités se rendent responsables de la mort de 190 000 Juifs avant la fin de l'année.
Cependant, rapidement après le début de leurs actions, les commandants des Einsatzgruppen s'inquiètent de la désorganisation de l'économie générée par l'extermination des Juifs : ainsi, le 15 octobre, le commandant du groupe A relève la forte proportion de commerçants et d'artisans parmi les populations juives de Lettonie et de Lituanie.
Enfin, en 1943, le 21 juin, Himmler ordonne la liquidation des ghettos installés dans le commissariat. Dans ce contexte, marqué par la liquidation du ghetto de Varsovie, les habitants des ghettos du commissariat sont massacrés, ghetto après ghetto : d'abord, les trois quarts des habitants du ghetto de Minsk en juillet, puis celui de Vilna en septembre. Dans l'intervalle, les habitants des ghettos des petites villes sont massacrés. Ainsi, durant l'hiver 1943-1944, le ghetto de Kovno, devenu par la force des choses un camp de concentration, est progressivement vidé de ses habitants, opération accélérée au mois de juin 1944, les femmes étant déportées au Stutthof, les hommes à Dachau.

## Derniers mois

### Dernières mesures allemandes
En décembre 1943, alors que les territoires du commissariat sont directement menacés par la progression de l'Armée rouge, les autorités allemandes s'efforcent « de favoriser le développement d'un nationalisme biélorusse, en créant un conseil national et un corps d'armée. En avril 1944, la Biélorussie est détachée des pays baltes ».
Parallèlement à cette politique, la Wehrmacht transforme la Biélorussie en forteresse, conformément aux ordres de Hitler, donnés dans le cadre de ses plans de « défense rigide ». Le 8 mars 1944, dans son ordre no 11, il ordonne la création, dans l'ensemble des territoires soviétiques encore contrôlé par le Troisième Reich, de 29 places fortes, destinées à gêner la progression soviétique et à faciliter la reconquête allemande. Les commandants de ces places reçoivent des consignes extrêmement précises et impératives : ils doivent se laisser encercler pour ralentir les offensives russes et sont responsables sur leur honneur de l'accomplissement de leur mission « jusqu'à l'extrême ». Bien que la structure du front place les troupes allemandes sous la menace d'un enveloppement, Hitler refuse « tout recul, arguant de l'existence de fortifications importantes, notamment autour des villes de Vitebsk, Orcha, Moguilev et Bobrouïsk ».

### Libération
Lors de l'opération Bagration, la Biélorussie est libérée mi-juillet 1944, à la suite de multiples offensives en profondeur menées par l'Armée rouge ; à la fin du mois, des parties importantes de la Lituanie, de la Lettonie et de l'Estonie sont également reprises par les troupes soviétiques. Malgré la « défense rigide » ordonnée par Hitler, le groupe d'armées Centre est rapidement enfoncé sur 400 km.
À partir du 14 septembre 1944, le groupe d'armées Nord doit à son tour faire face à une offensive soviétique qui aboutit à la libération de la majeure partie des pays baltes dès la fin du mois, malgré une forte résistance allemande. Courant octobre 1944, l'Armée rouge atteint la côte baltique au nord de Memel, à la frontière entre le Reich et le commissariat ; mi-octobre, elle libère Riga, forçant le groupe d'armées Nord de Schörner à faire retraite vers la Courlande.

### Poche de Courlande
Une poche de résistance est maintenue en Courlande sur l'ordre de Hitler. Refusant l'évacuation des pays baltes, d'abord au début de l'été 1944, puis en octobre 1944. Hitler espère utiliser la poche comme base pour la reconquête de « l'espace vital ». Cette position est soutenue par Dönitz qui espère transformer les ports de Courlande en bases d'essais pour de nouveaux sous-marins, maintenir l'approvisionnement du Troisième Reich en huile de schiste d'Estonie et sécuriser la mer Baltique, sur le pourtour de laquelle se trouvent dispersées des matières premières stratégiques comme le fer suédois et le nickel finlandais.
La Courlande est totalement encerclée par l'Armée rouge dès septembre 1944 et, sous l'impulsion de Schörner, la défense allemande s'y maintient jusqu'aux derniers jours du conflit, assurant ainsi la survie d'un vestige de l'administration du Reichskommissariat.
Le 5 mai 1945, appuyé par des nationalistes lettons qui souhaitent continuer à se battre contre l'Union Soviétique, le commandant de la poche de Courlande demande à Karl Dönitz, chef de l'État depuis le suicide de Hitler, des instructions en cas de proclamation d'indépendance de la Lettonie, notamment afin d'envisager de constituer un corps franc allemand en Courlande, avec le groupe d'armées qui y est stationné. La lutte armée dans les pays Baltes se poursuivit après 1945 dans le cadre d'une guérilla des Frères de la forêt.[réf. nécessaire]